# Paul Baskerville
Paul Baskerville (* 3. März 1961 in Manchester) ist ein in Deutschland arbeitender britischer Journalist und Radiomoderator. Er wurde durch das Phänomen des Most Mysterious Song On The Internet im Jahr 2020 auch außerhalb Deutschlands bekannt.

## Leben
Baskerville spielte als Jugendlicher in der Punkband „The Limit“ und kam 1980 nach Deutschland. Im Jahre 1981 lieferte er für Musiksendungen des NDR Der Club und Musik für junge Leute Beiträge über die Musikszene seiner Heimatstadt und war als Experte für Manchester-Bands wie Joy Division mehrmals Studiogast.
Ab 1982 bekam Baskerville seinen eigenen wöchentlichen Sendeplatz (zuerst freitags 16:05 bis 17:00 Uhr, ab Januar 1983 donnerstags 13:20 bis 14:30 Uhr) in der täglichen Sendung Musik für junge Leute, die auf NDR 1 lief. In dieser Sendung stellte er aktuelle, oftmals noch unbekannte Musik aus den Bereichen Punk, Independent, New Wave sowie artverwandten Stilrichtungen vor. Seine Sendungen fielen zunächst durch seinen damals noch stark ausgeprägten und bis heute gepflegten britischen Akzent auf, insbesondere jedoch durch eine sehr persönliche Art der Moderation, bei der er eigene Erlebnisse und Gefühle zu den Stücken äußerte sowie interessante Anmerkungen und Hintergrundinformationen lieferte. Hinzu kam sein typisch britischer Humor. Baskervilles Musik für junge Leute galt einst als die Sendung, aus der ein deutscher Teenager zwischen 1982 und 1984 einen nicht identifizierten New-Wave-Song aufnahm, der seit 2019 zu einem viralen Internetphänomen wurde und den Spitznamen „The Most Mysterious Song on the Internet“ erhielt. Er vermutet, dass es sich um eine Demoaufnahme handelte, die einmal von ihm abgespielt und dann weggeworfen wurde, Baskerville wurde später aus dieser Theorie ausgeschlossen.
Im Rahmen der verschiedenen Umstrukturierungen des Norddeutschen Rundfunks bekam Baskerville über die Jahre verschiedene Sendungen und Sendeplätze. Auch für die Sender Radio Bremen, Deutschlandfunk und DT64 produzierte er Sendungen. Für den Fernsehsender Arte entstanden zwei Reportagen. Des Weiteren erschien von 2002 bis 2009 seine monatliche Musikkolumne Lauschangriff in der Wochenzeitung Freitag.
Bis Ende 2020 sendete Baskerville wöchentlich auf NDR Info in der Nacht von Sonnabend auf Sonntag von 0:05 bis 2:00 Uhr im Rahmen der Sendung Nachtclub sowie in unregelmäßigen Abständen in der Sendung Rock et cetera des Deutschlandfunks. Die dort von ihm vorgestellte Musik geht inzwischen weit über die ursprünglichen Genres hinaus, seinen persönlichen Moderationsstil hat er jedoch beibehalten können. Nach einer erneuten Programmreform läuft seine Sendung seit 2021 immer dienstags von 20:03 bis 21:00 Uhr und donnerstags von 21:03 bis 22:00 Uhr auf dem Digitalsender NDR Blue.
Paul Baskerville ist verheiratet und hat eine Tochter. Er lebt in Hamburg-Marienthal.